# 12 фантазий для виолы да гамба
12 фантазий для виолы да гамба, TWV 40:26—37 ― сборник пьес Георга Филиппа Телемана, который был впервые напечатан и опубликован композитором в 1735 году, в его собственном издательстве в Гамбурге. Партитуры фантазий, которые на протяжении более 250 лет считались утерянными, были обнаружены в 2015 году в отделении Государственного архива Нижней Саксонии в Оснабрюке. Через год после этого события пьесы были опубликованы издательством Güntersberg (вместе с факсимиле рукописи Телемана) и записаны Томасом Фритшем ― за их исполнение музыкант был награждён премией Echo Klassik.

## Структура
Сборник состоит из следующих фантазий:
1. до минор (Adagio — Allegro — Adagio — Allegro)
2. ре мажор (Vivace — Andante — Vivace Presto)
3. ми минор (Largo — Presto — Vivace)
4. фа мажор (Vivace — Grave — Allegro)
5. си-бемоль мажор (Allegro — Largo — Allegro)
6. соль мажор (Scherzando — Dolce — Spirituoso)
7. соль минор (Andante — Vivace — Allegro)
8. ля мажор (Allegro — Vivace — Allegro)
9. до мажор (Presto — Grave — Allegro)
10. ми мажор (Dolce — Allegro — Dolce — Allegro Siciliana Scherzando)
11. ре минор (Allegro — Grave — Allegro)
12. ми-бемоль мажор (Andante — Allegro — Vivace)

## Критика
Фантазии для виолы да гамба были написаны в то время, когда этот инструмент уже вышел из моды. Рецензент журнала Gramophone пишет: «Телеман представляет нам изобилие арпеджио, унисонного и контрапунктического письма, разнообразных пассажей <…>; также есть намек на модную для того времени „борьбу“ между фугальным и галантным стилем». Флейтистка Моника Манделарц, переложив фантазии для своего инструмента, заявила, что они представляют собой «сложные, музыкально богатые произведения, хотя и не сразу понятные исполнителю». Газета The Guardian отметила «поразительный диапазон характеров композиций в сборнике ― от заразительного веселья до глубокого отчаяния».